# Акниязов, Ибадилда
Ибадилда (Ибадулла) Акниязов (род. 1929 год, Тереньузякский район) — колхозник, звеньевой колхоза «Кзыл-Дехкан» Тереньузякского района Кзыл-Ординской области, Казахская ССР. Герой Социалистического Труда (1949).

## Биография
Трудовую деятельность начал в колхозе имени Ленина, потом — в колхозе «Красный дехканин» («Кзыл-Дехкан») Тереньузякского района (с 1954 года — колхоз имени XXI партсъезда). Работал звеньевым рисоводческого звена.
В 1948 году собрал в среднем по 34 центнеров риса с участка площадью 18 гектаров. За эти выдающиеся трудовые достижения был удостоен в 1949 году звания Героя Социалистического Труда.
С 1971 года занимался животноводством. 
По данным 2011 года проживал в ауле имени Малибаева Сырдарьинского района.

## Награды
- Герой Социалистического Труда — указом Президиума Верховного Совета СССР 20 мая 1949 года
- Орден Ленина